# Козинці (Вінницький район)
Кози́нці — село в Україні, у Турбівській селищній громаді Вінницького району Вінницької області. Населення становить 369 осіб.
Церква збудована десь 1730 р. Нова церква Здвиження збудована у 1877 р. замість старої церкви, що зруйнувалася.

## Населення

### Мова
Розподіл населення за рідною мовою за даними перепису 2001 року:
| Мова       | Кількість | Відсоток |
| ---------- | --------- | -------- |
| українська | 363       | 98.37%   |
| російська  | 5         | 1.36%    |
| білоруська | 1         | 0.27%    |
| Усього     | 369       | 100%     |

## Відомі люди
- Баранишина Марія Леонтіївна (1930 р.н.) — казкар[3]
- Бевз Валерій Ананійович — генерал-лейтенант міліції, Народний депутат України 6 скликання
- Білий Юрій Іванович — російський військовий інженер
- Ільницький Людвіг Якович (* 1930) — український вчений-радіотехник
- Халус Руслан Петрович (1977-2014) — капітан МВС України, учасник російсько-української війни.
- В селі до 1939 року працював вчителем у восьмирічній школі Сокур Петро Трохимович — Герой Радянського Союзу.[4]
- Також з Козинцями пов'язаний колишній голова м. Києва Косаківський Леонід Григорович. Саме в Козинцях народився його батько, та й сам Леонід Григорович провів тут частину свого життя[5].

## Пам'ятки
- Палац Раковських
- Гідрологічна пам'ятка природи місцевого значення Джерело «Лісове»
- Гідрологічна пам'ятка природи місцевого значення Джерело «Прибережне»

## Галерея

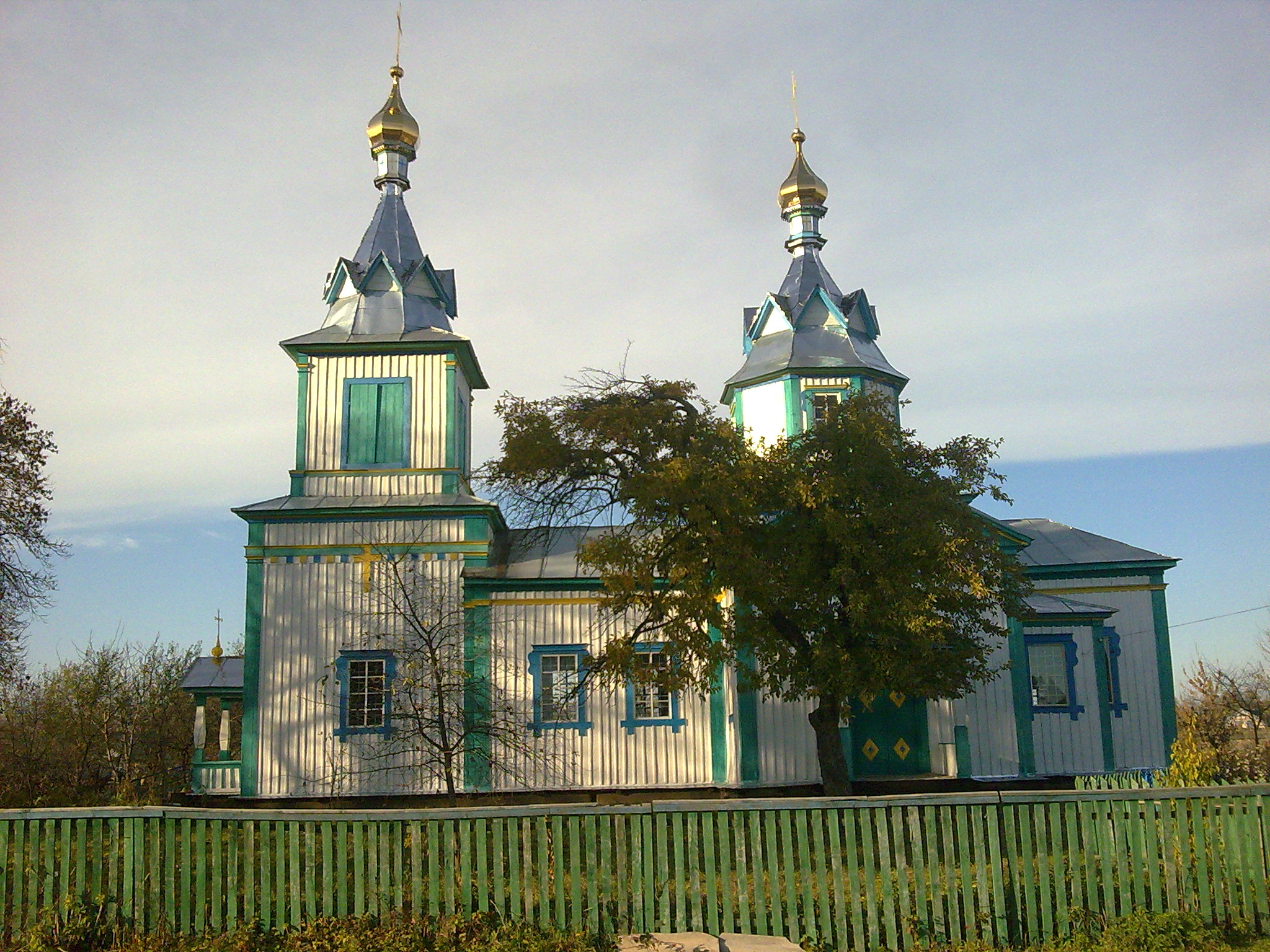
Церква в Козинцях
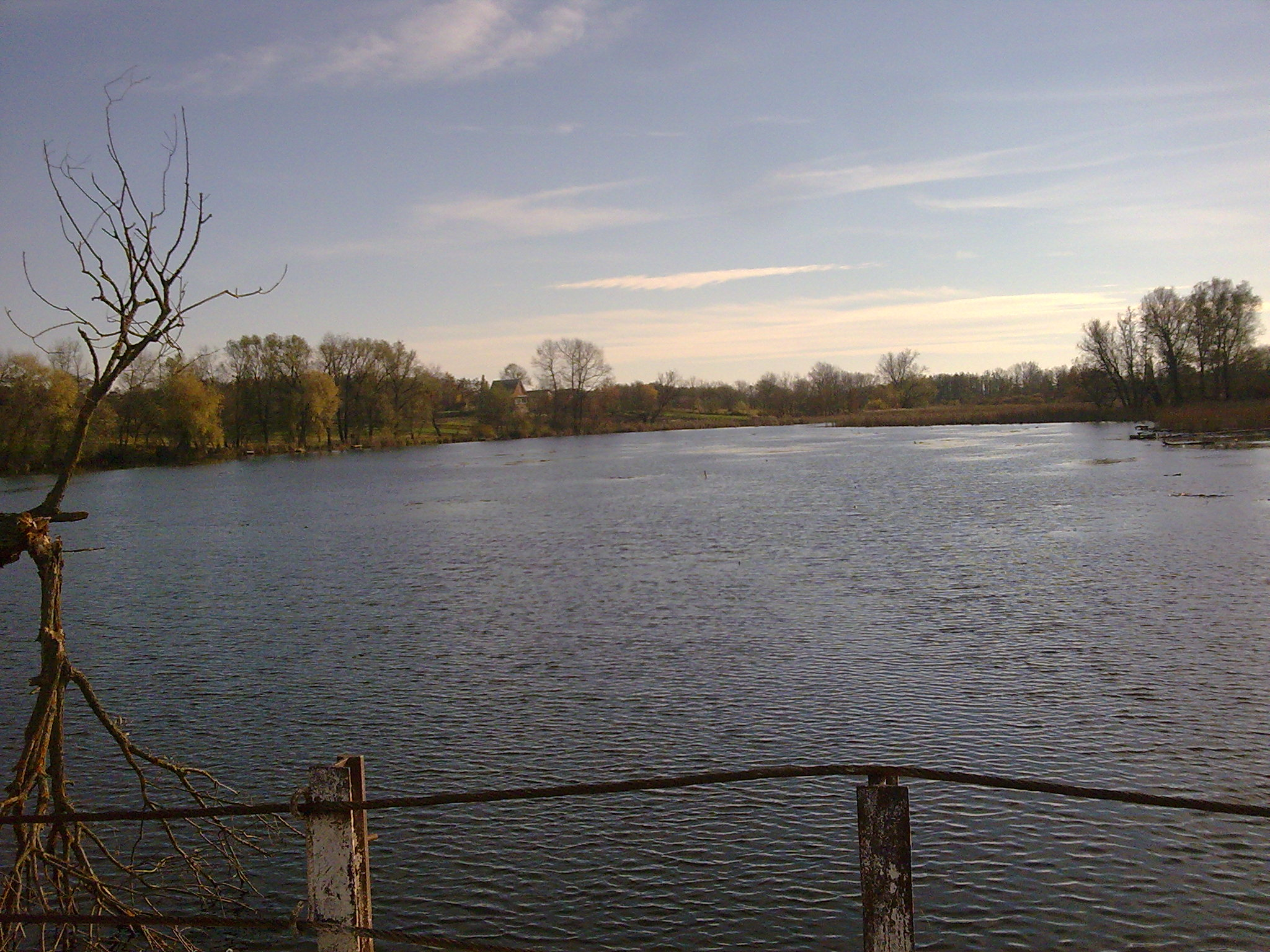
Ставок між Козинцями та Коханівкою
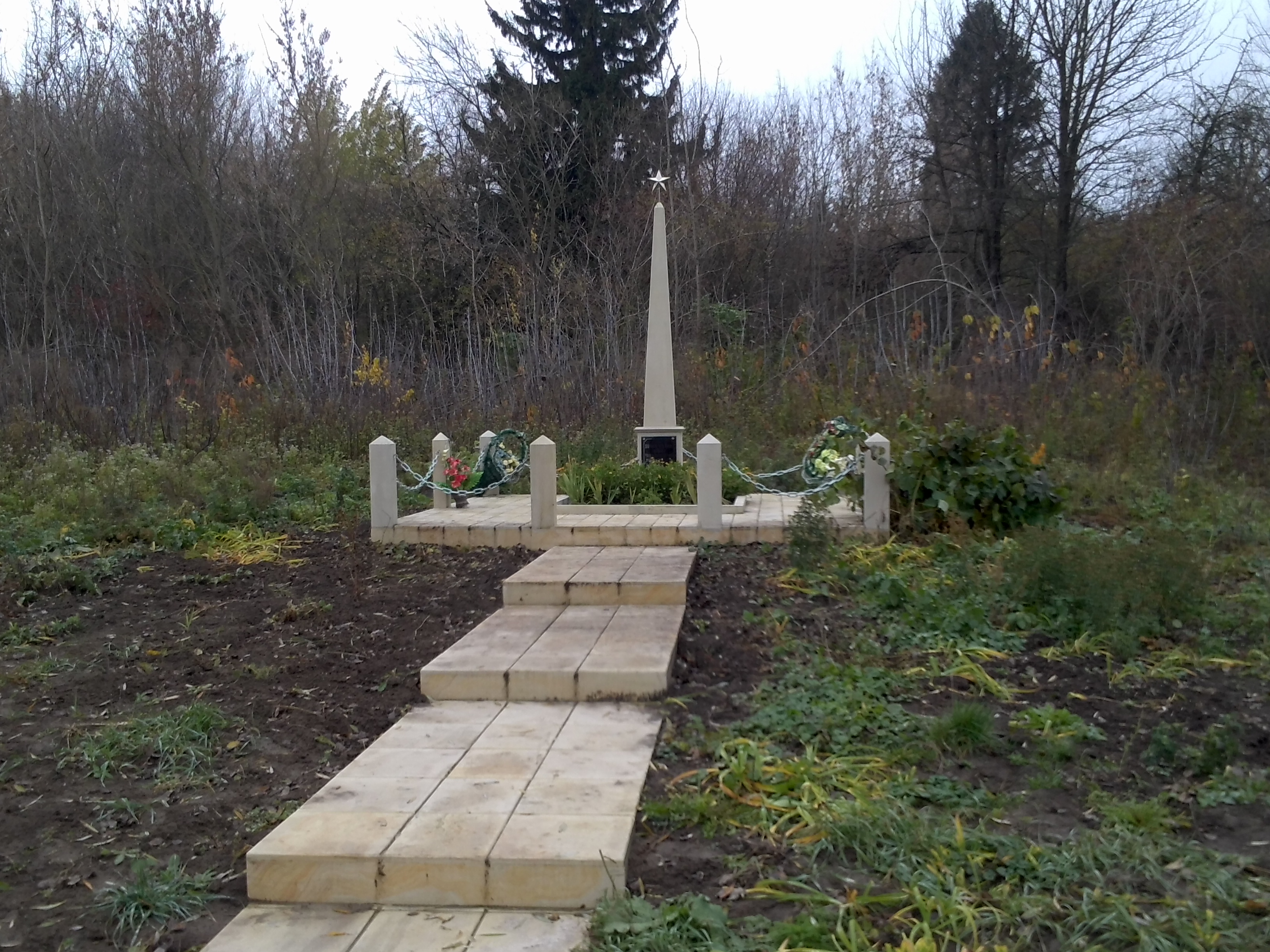
Обеліск пам'яті
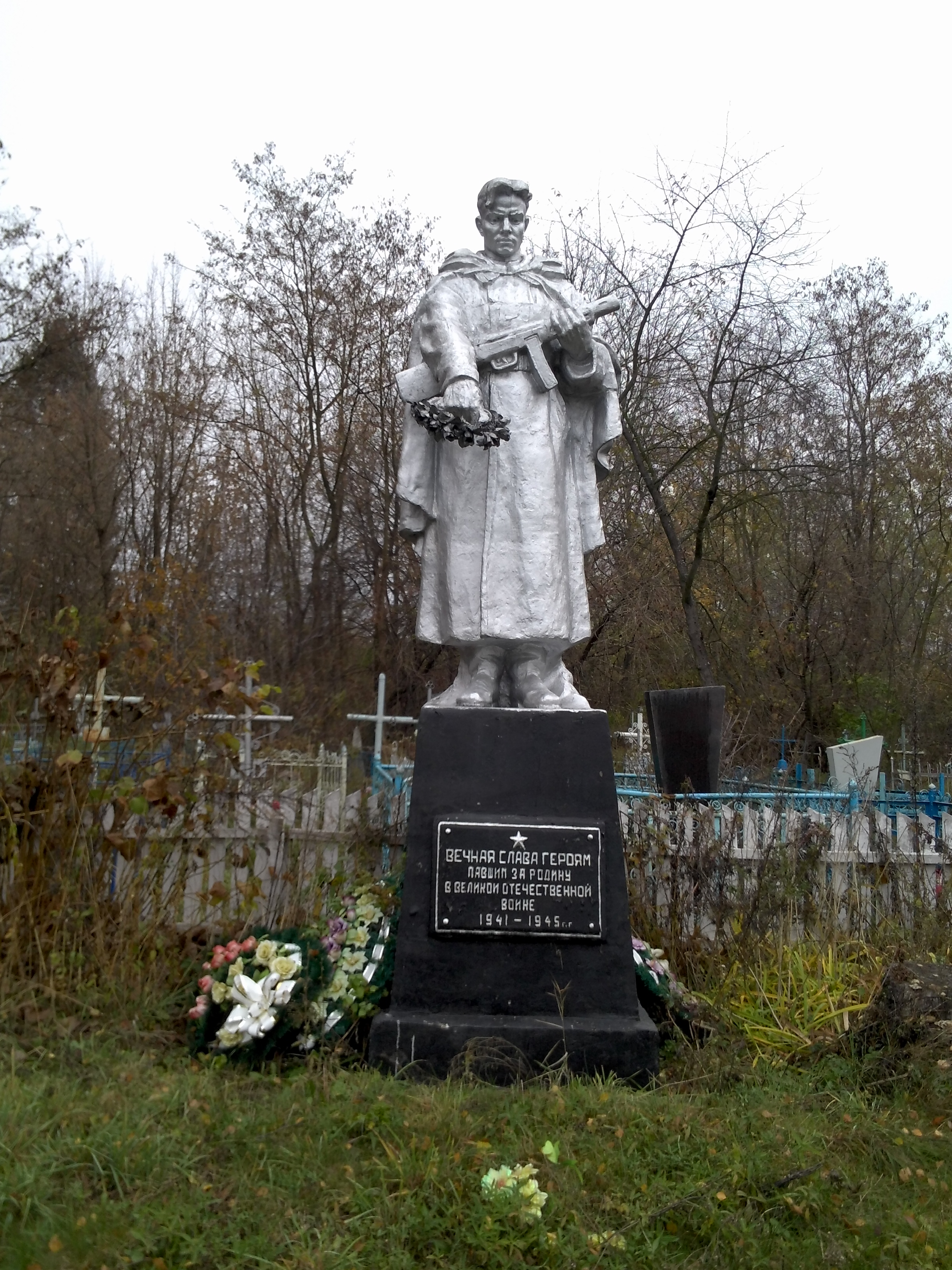
Братська могила на кладовищі
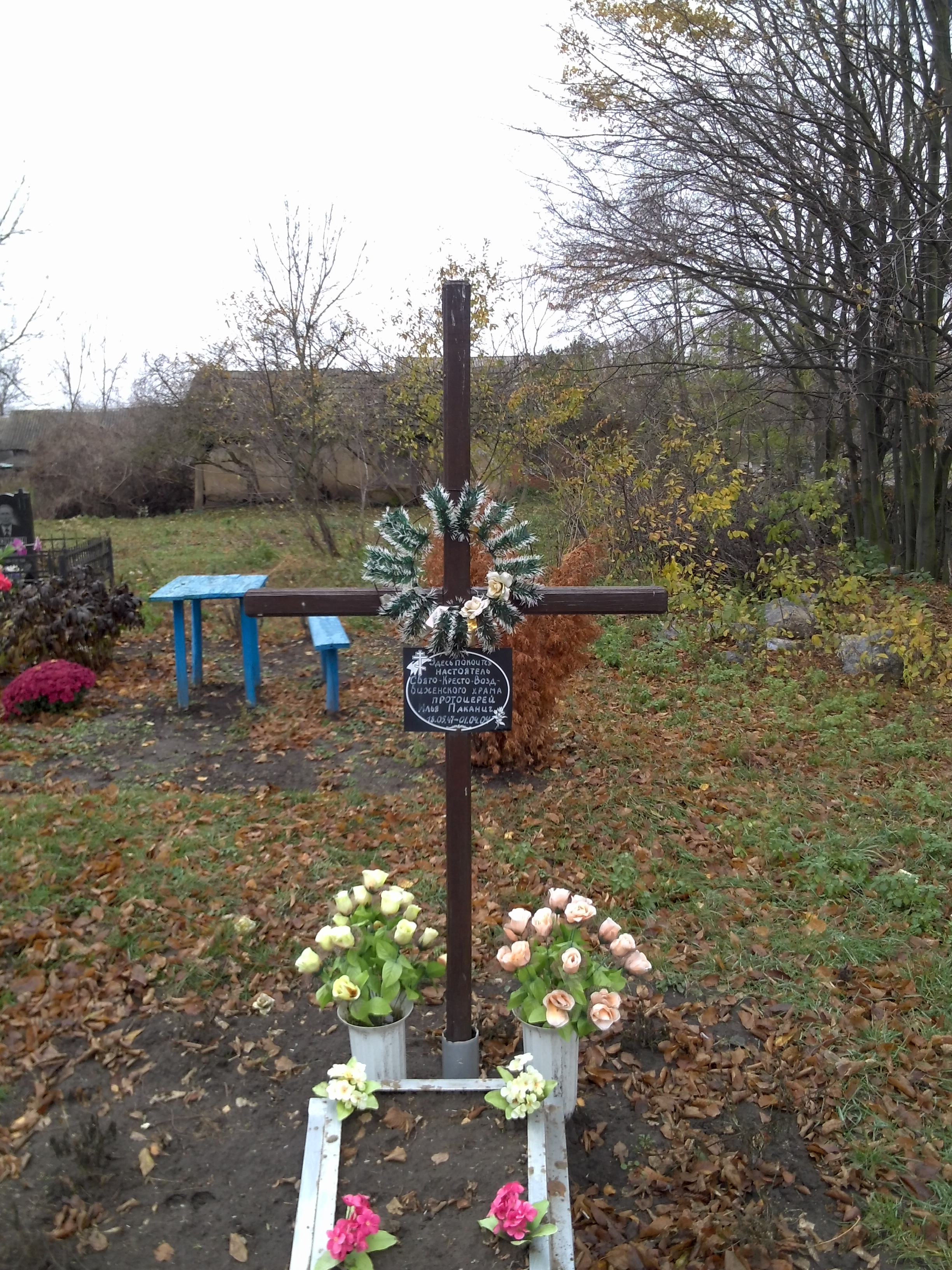
Могила священника на кладовищі
Пам’ятник 128 воїнам – односельчанам, які загинули на фронтах ВВВ
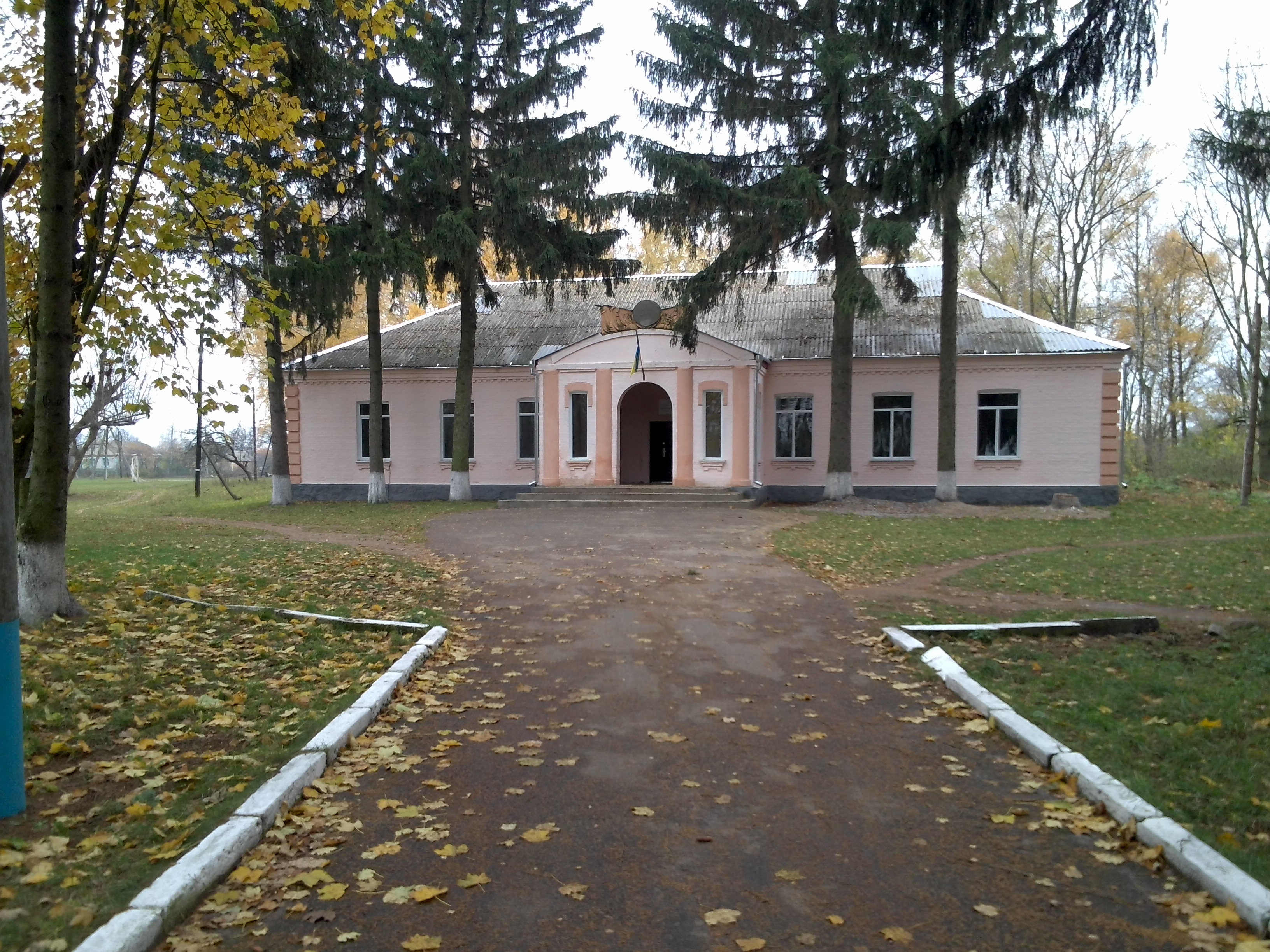
Будинок культури
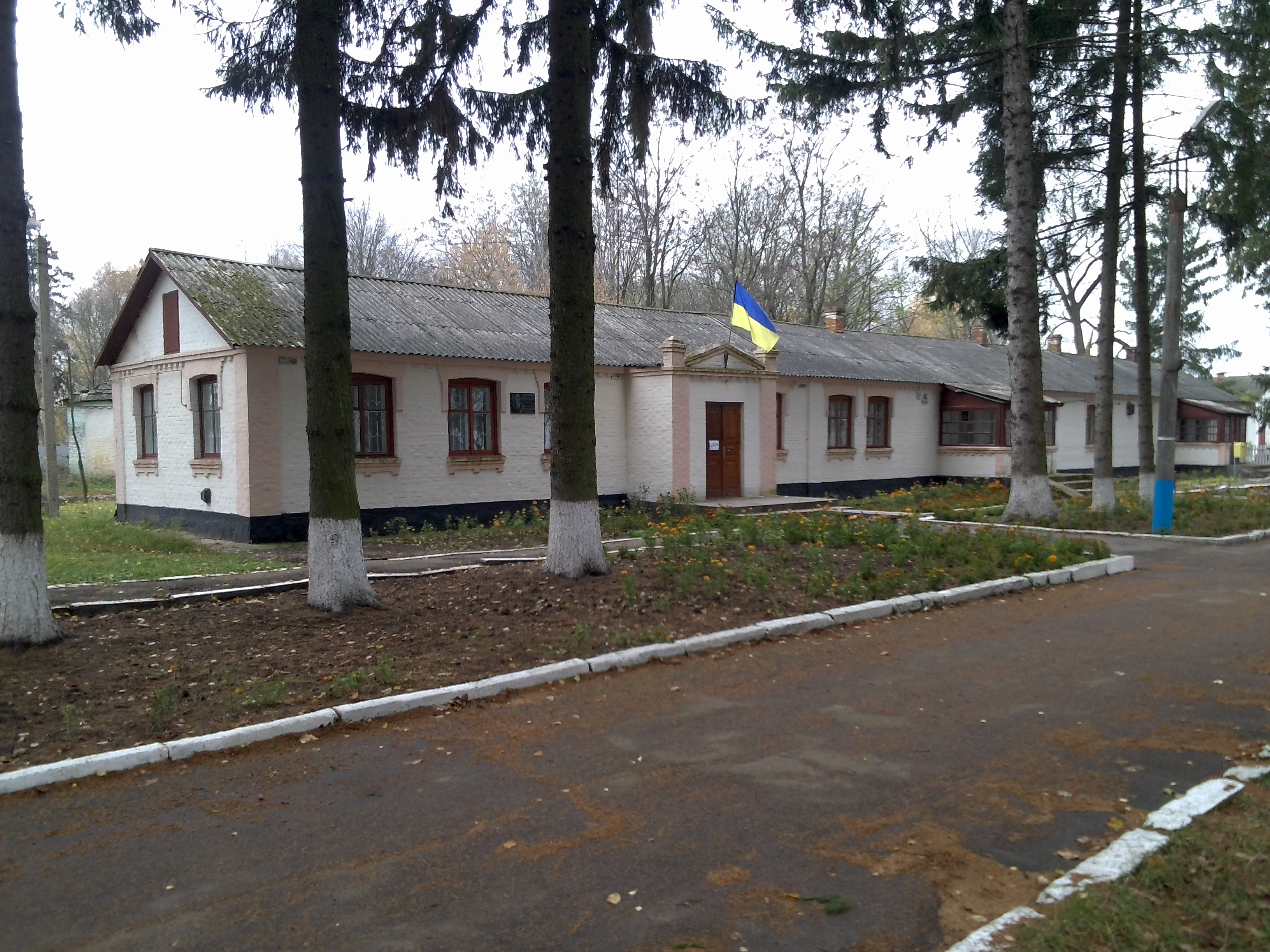
Сільська рада
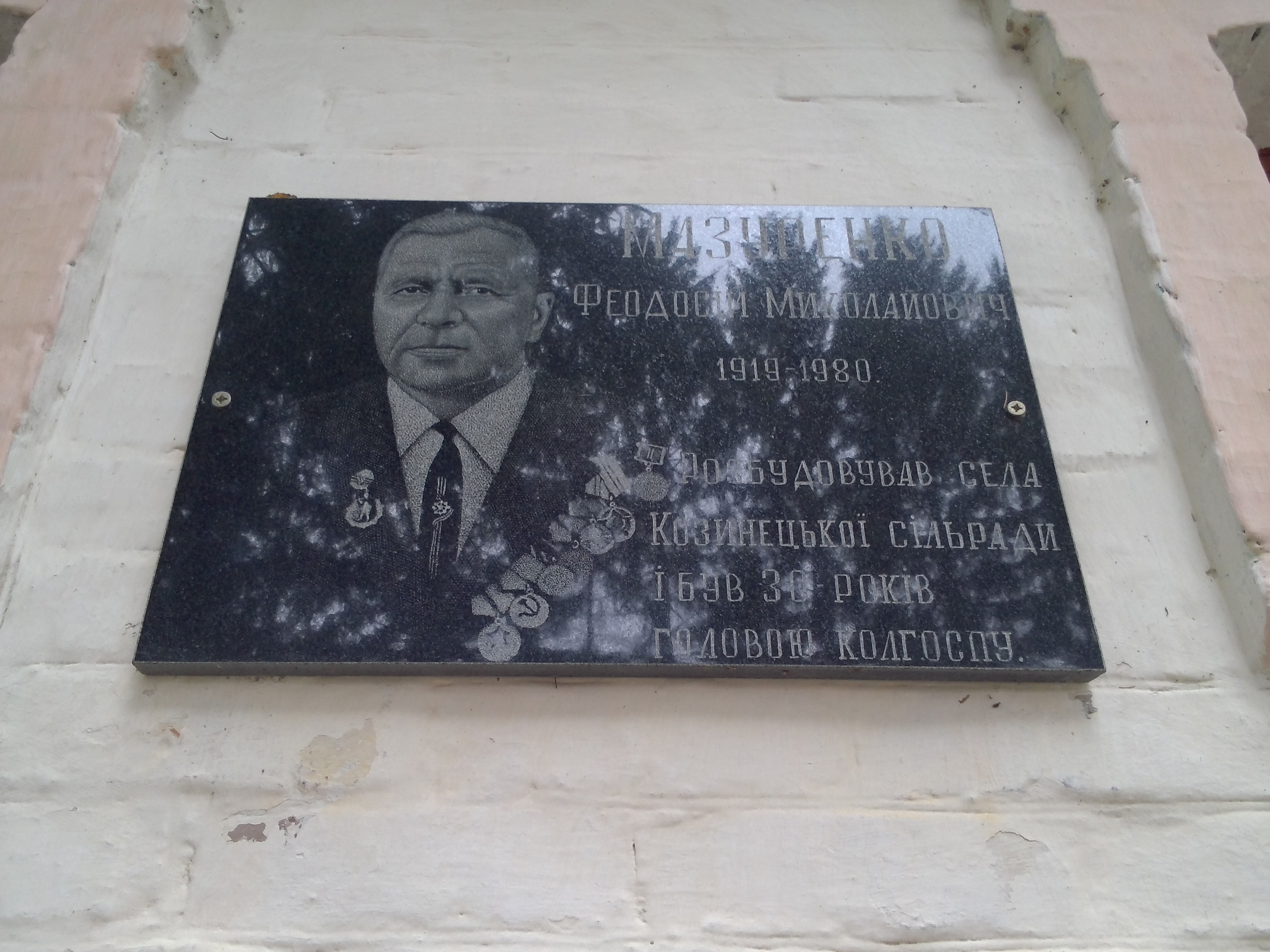
Меморіальна дошка голові колгоспу Мазуренко Ф.М. на будівлі сільської ради
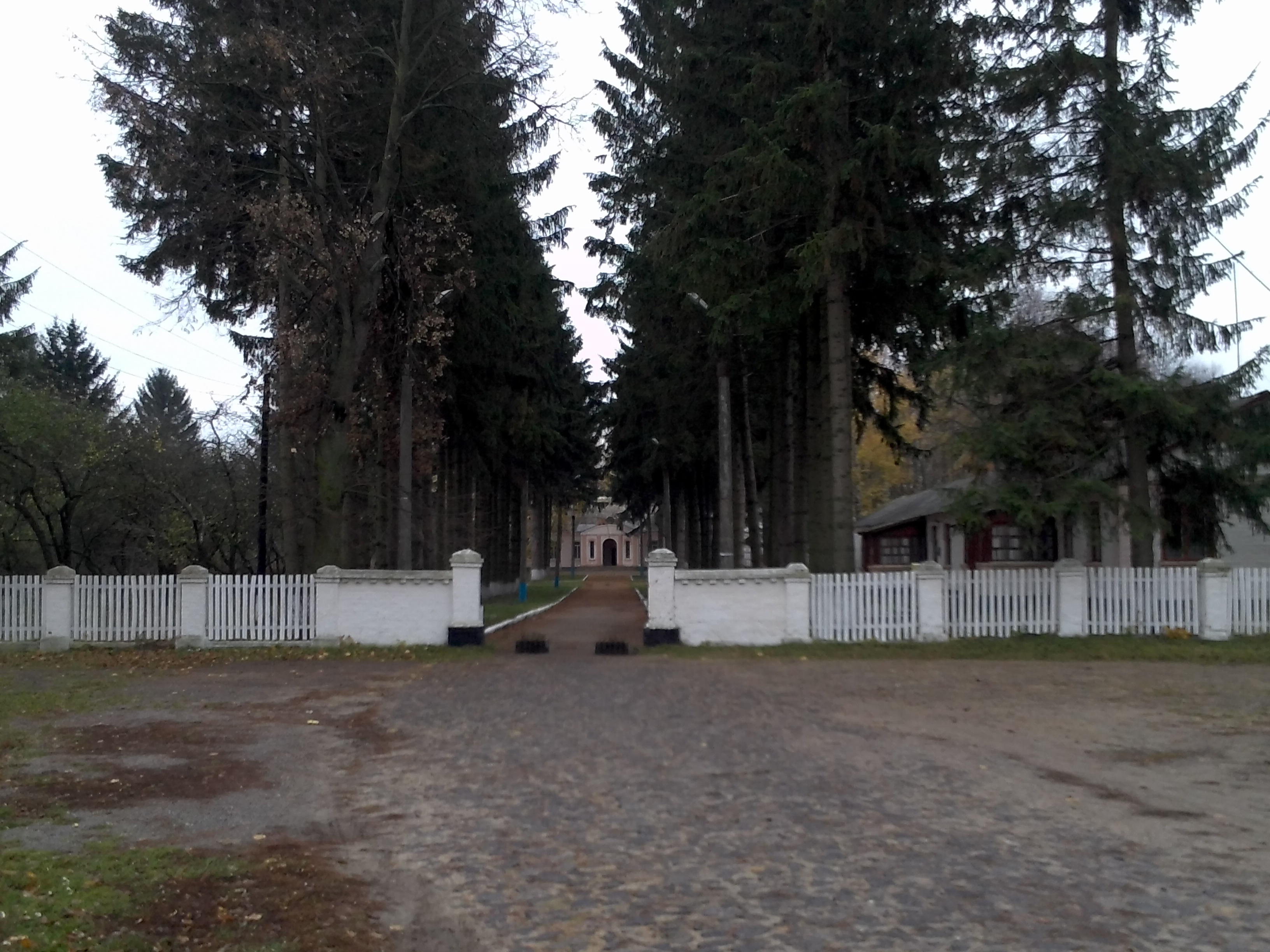
Сквер
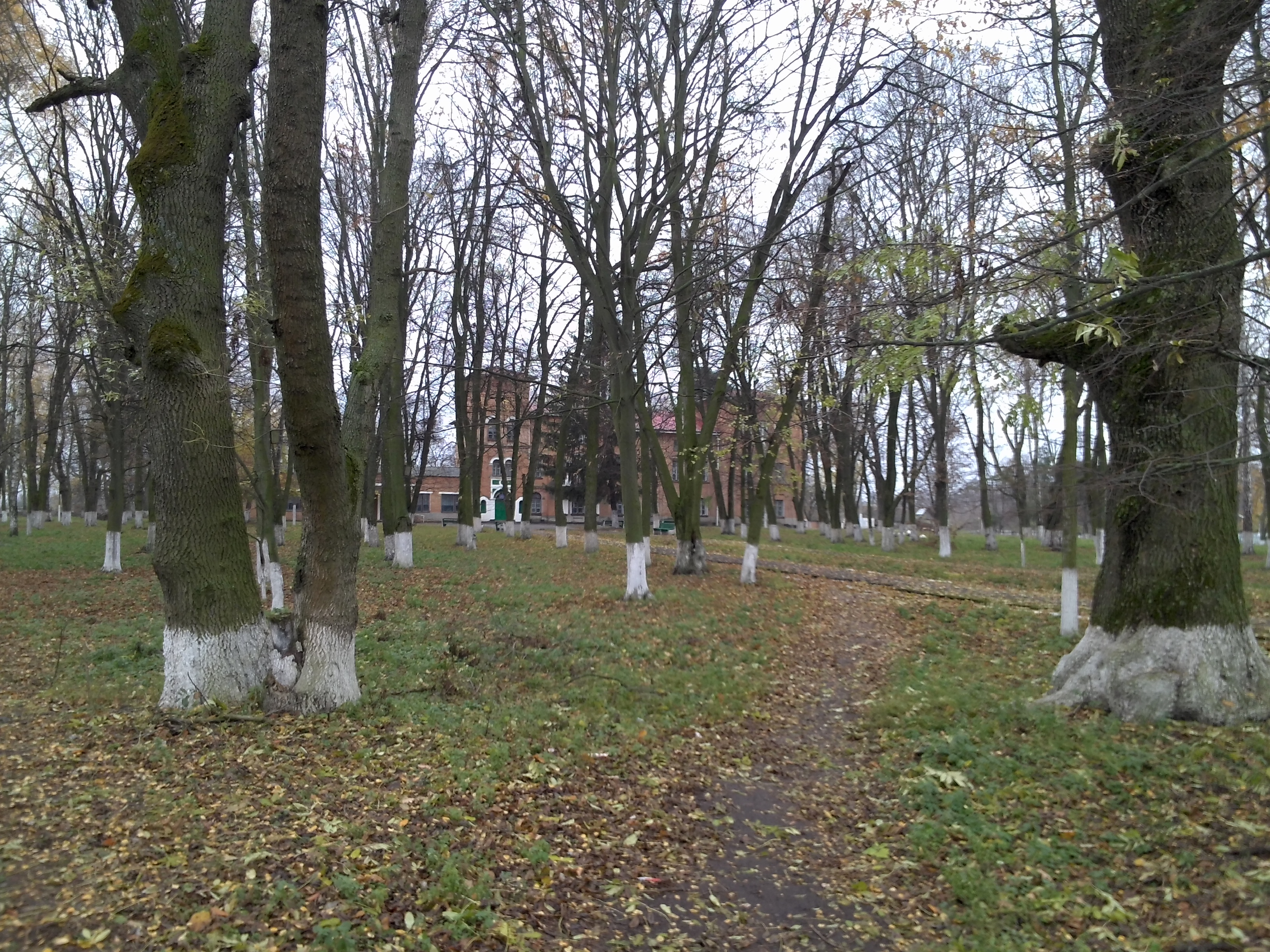
Парк та колишній палац Раковського
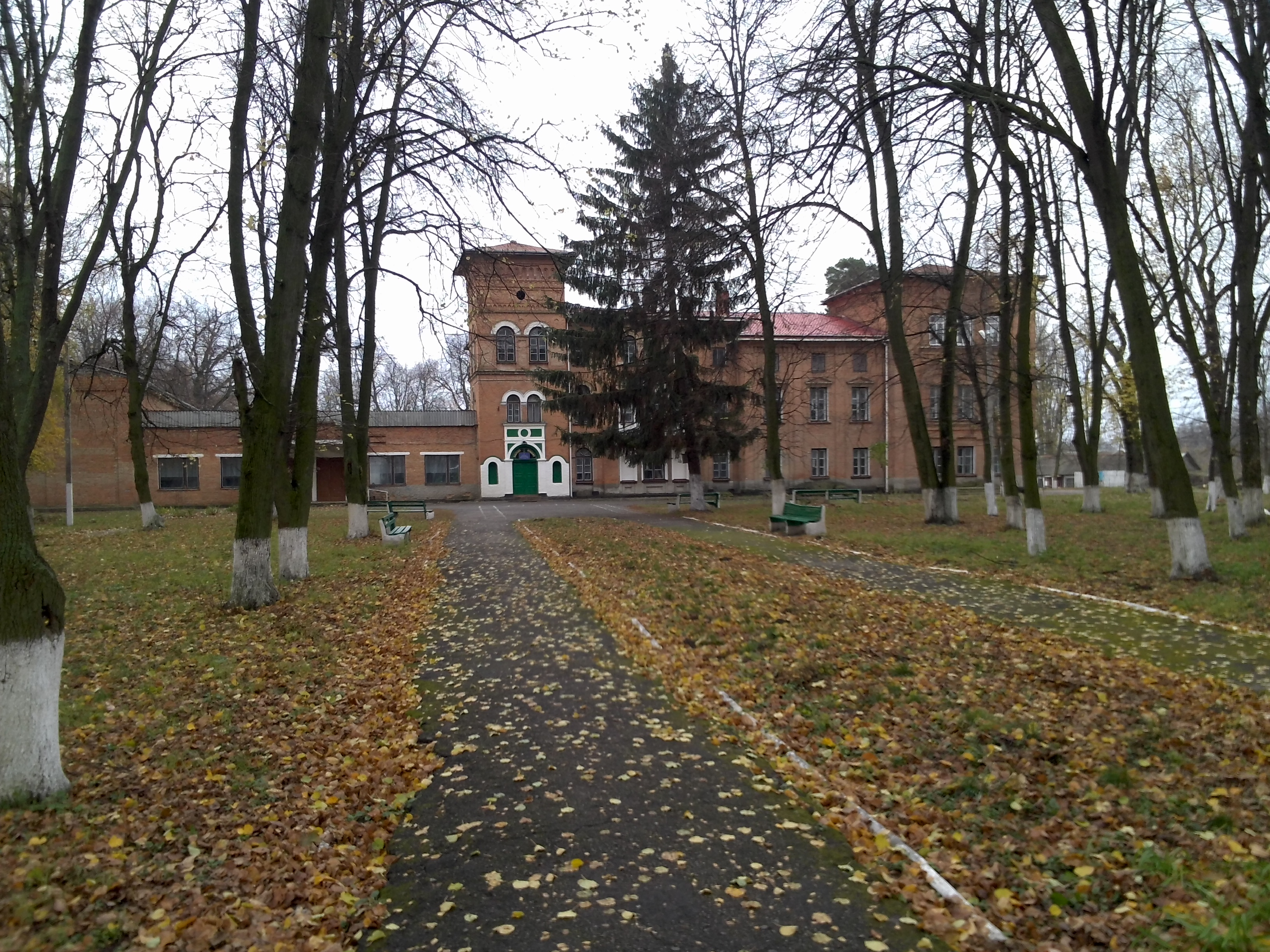
Колишній палац Раковського, а нині школа
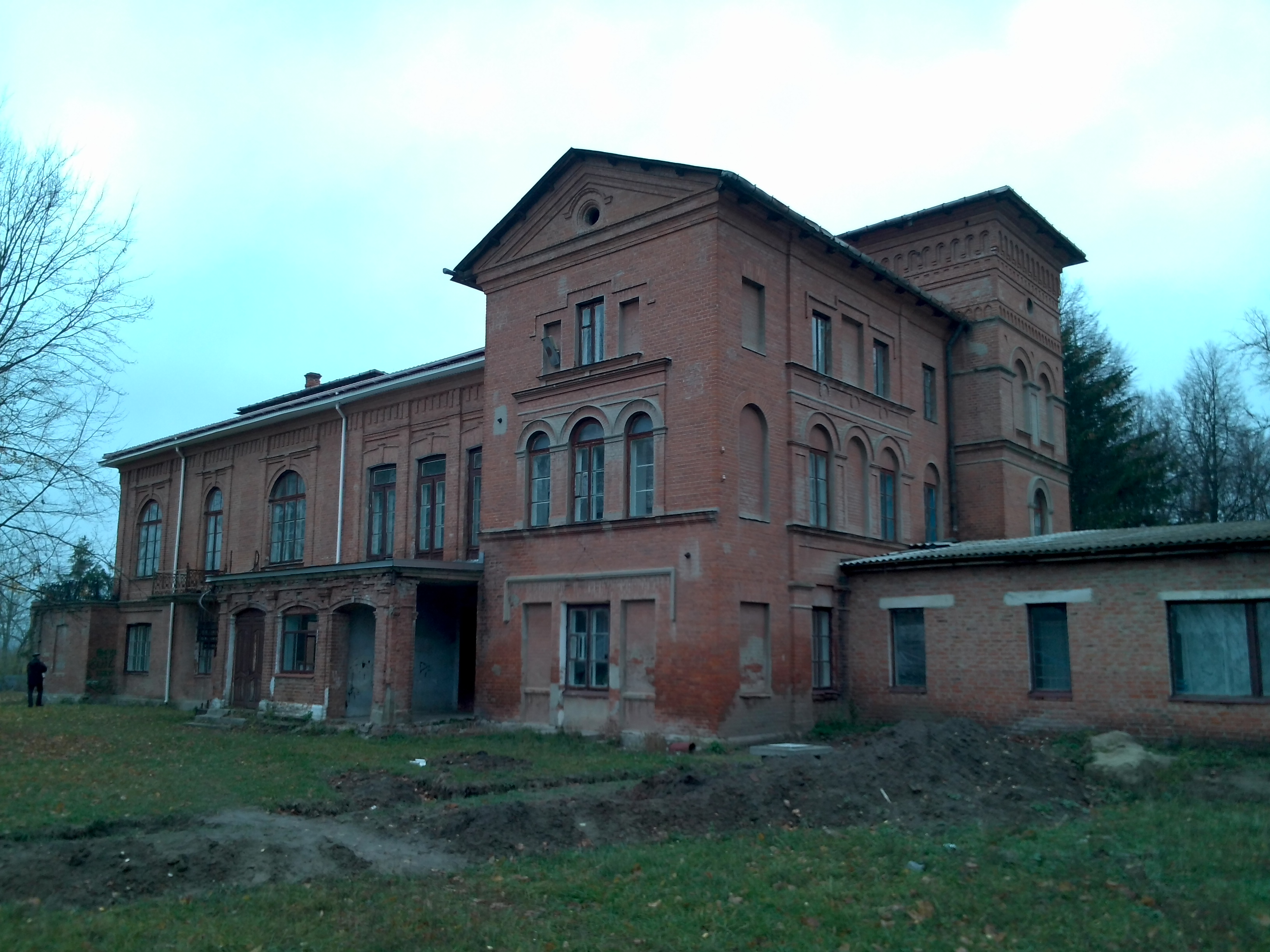
Колишній палац Раковського (вид з внутрішнього двору)
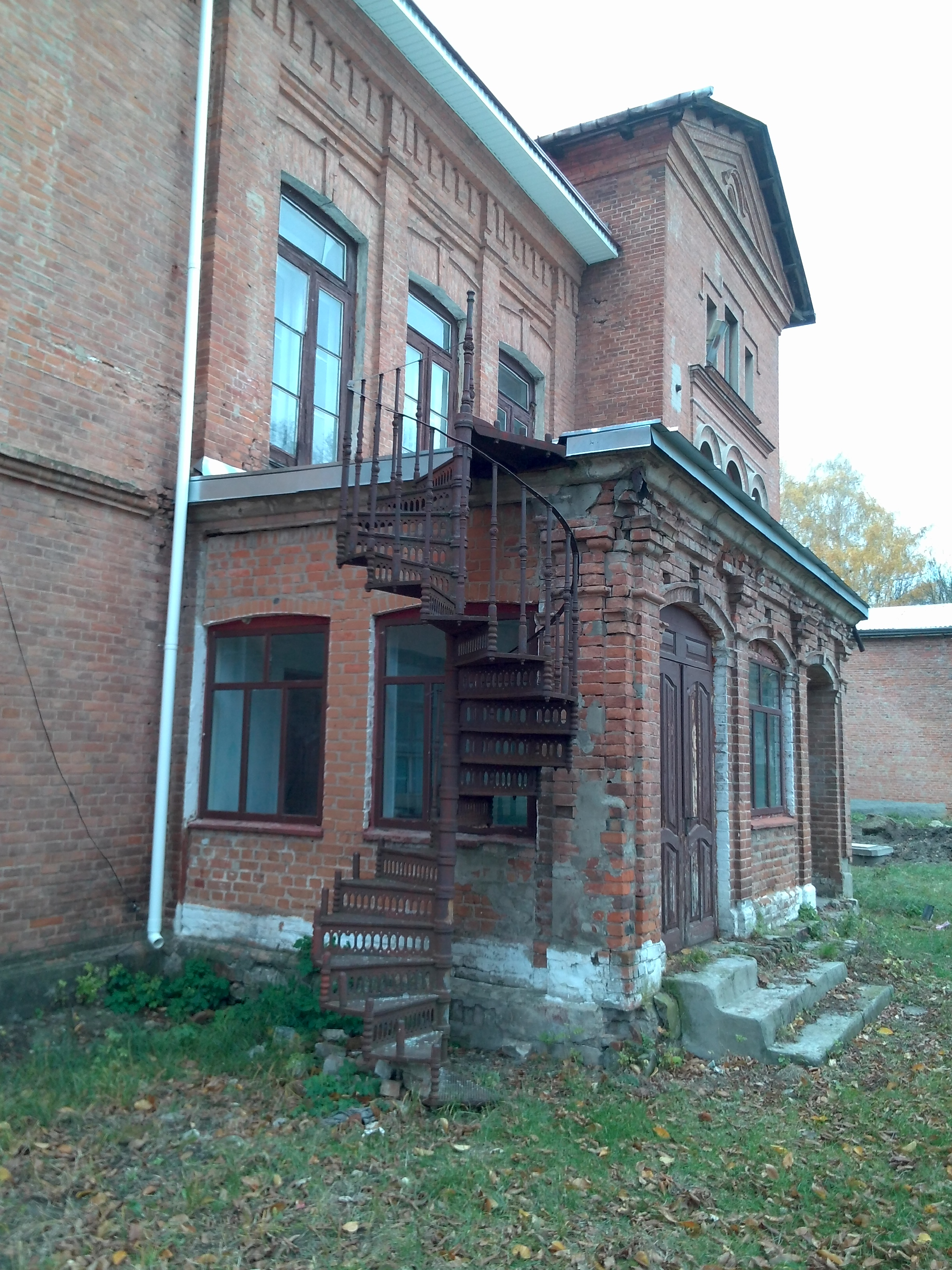
Сходи на колишньому палаці
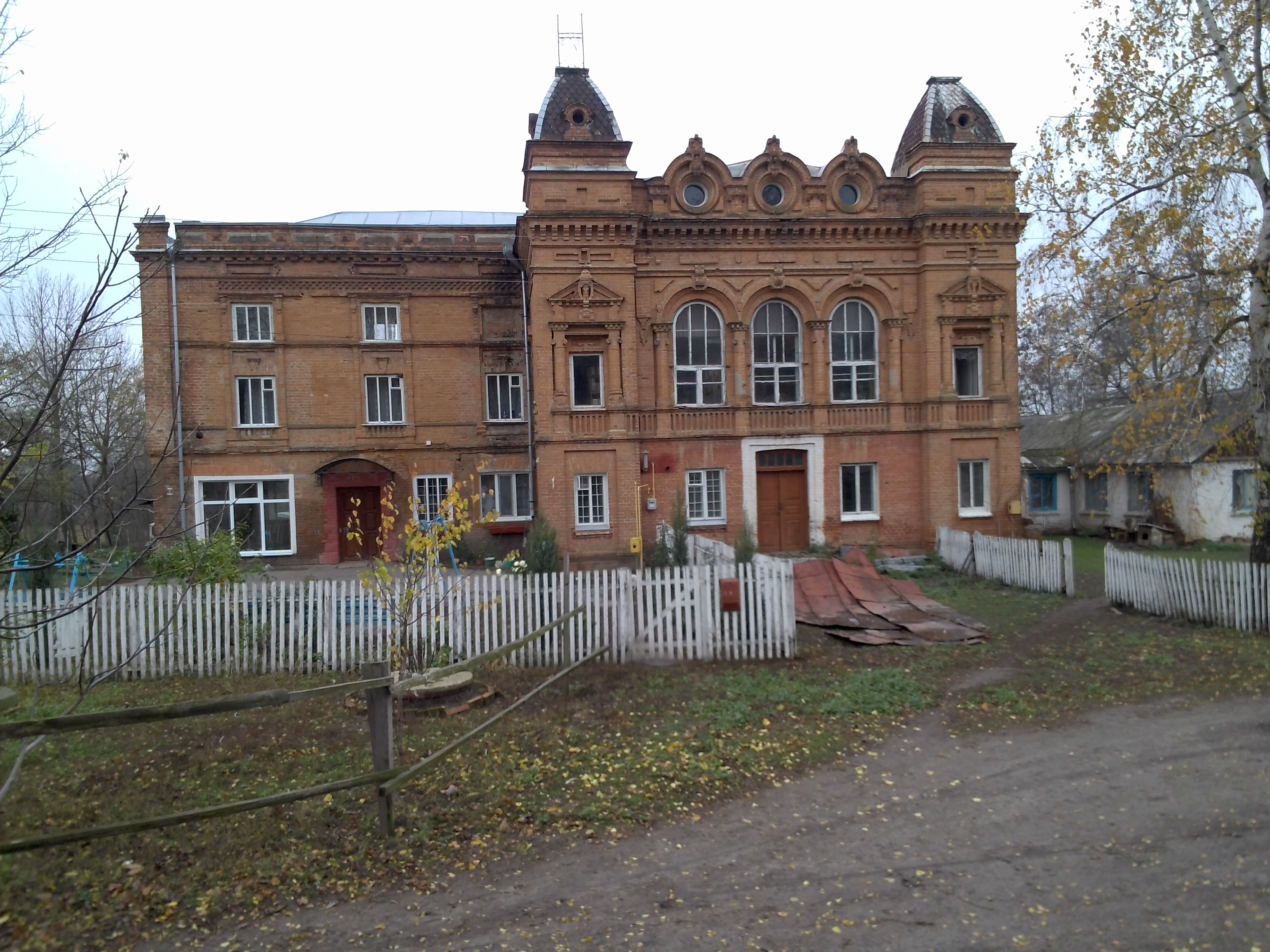
Мала будівля палацу
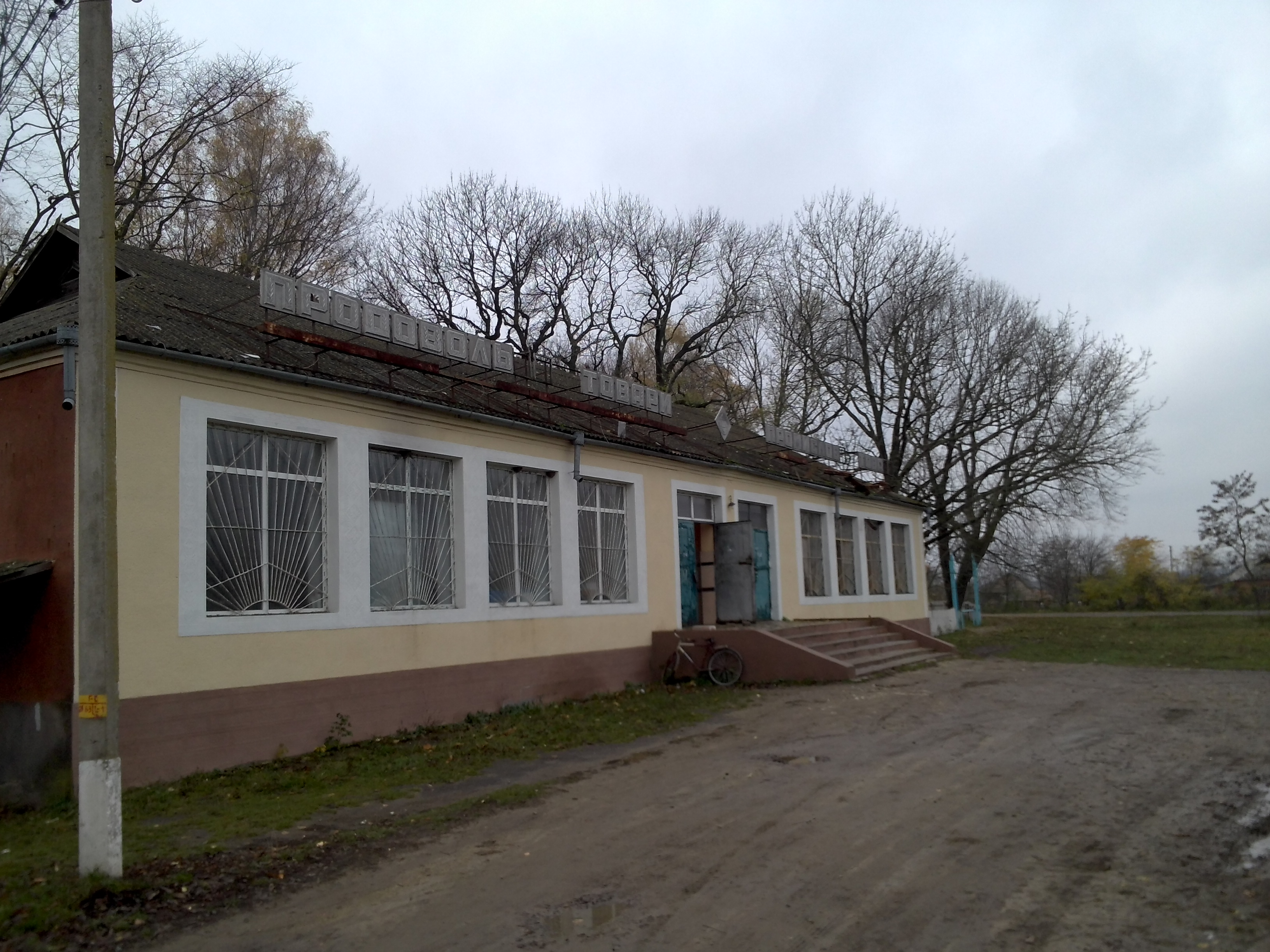
Магазин у центрі села
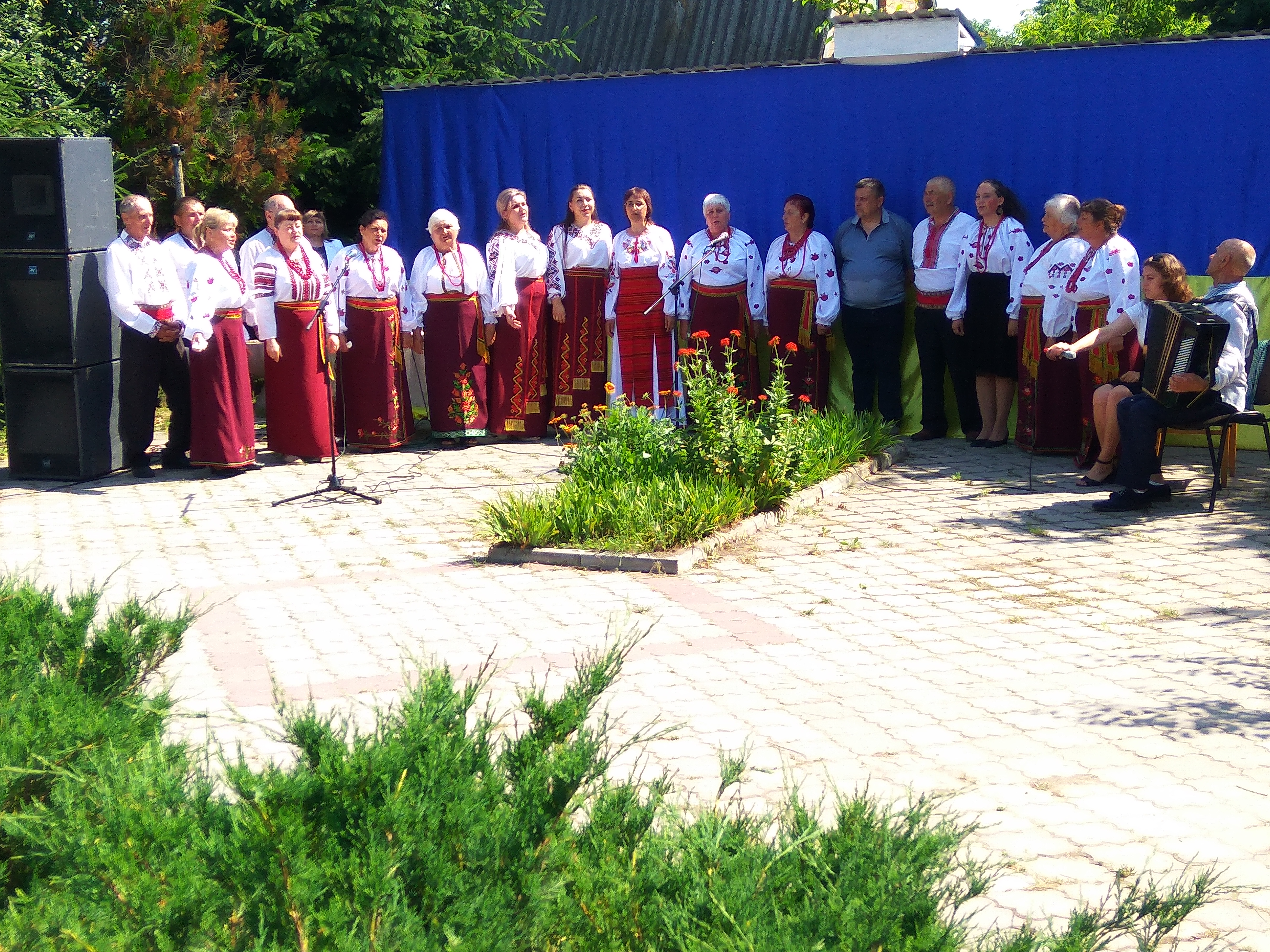
Народний ансамбль української пісні "Рідня" (художній керівник Василь Мерцун)
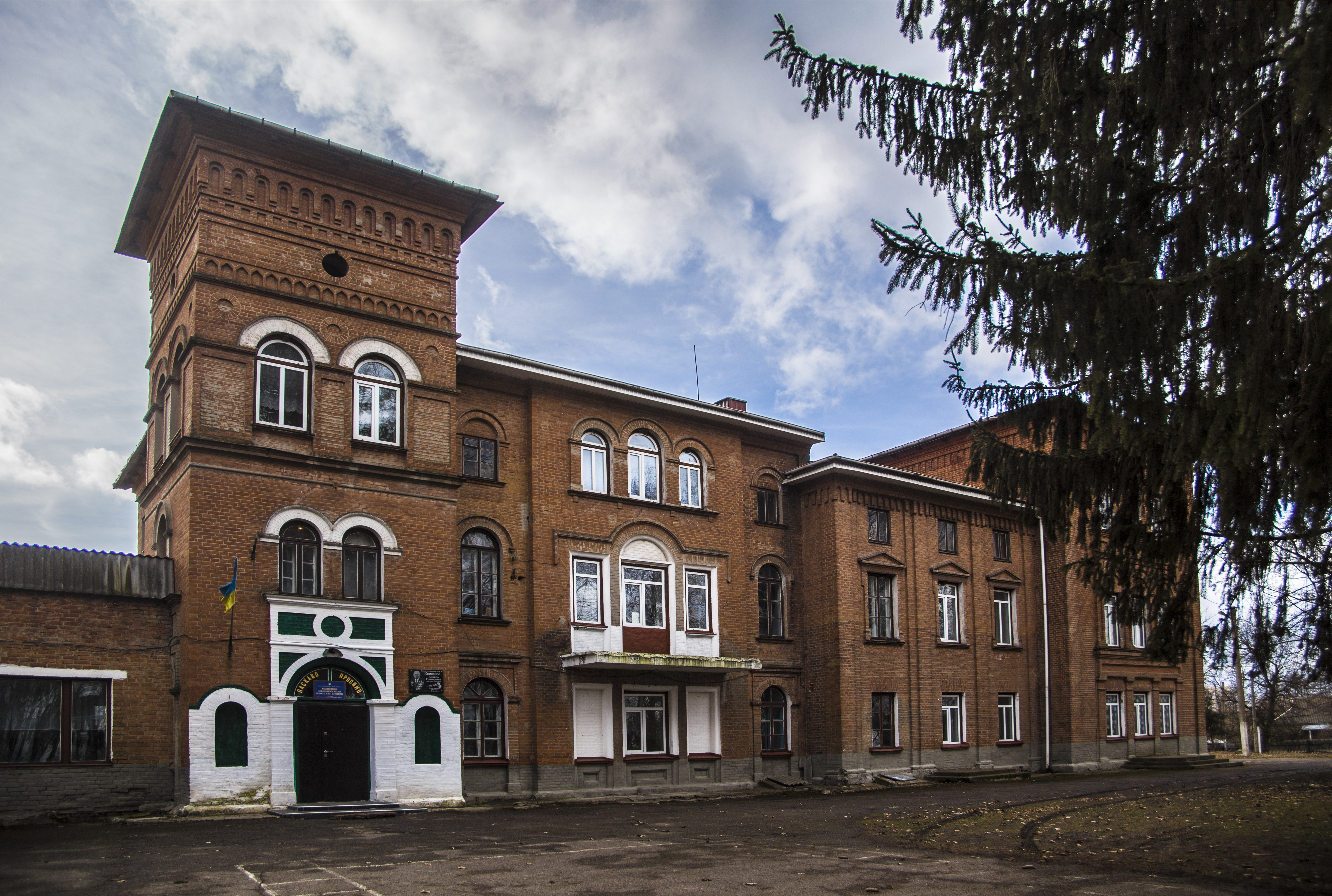
Великий палац Раковських, головний фасад